# Luna blu

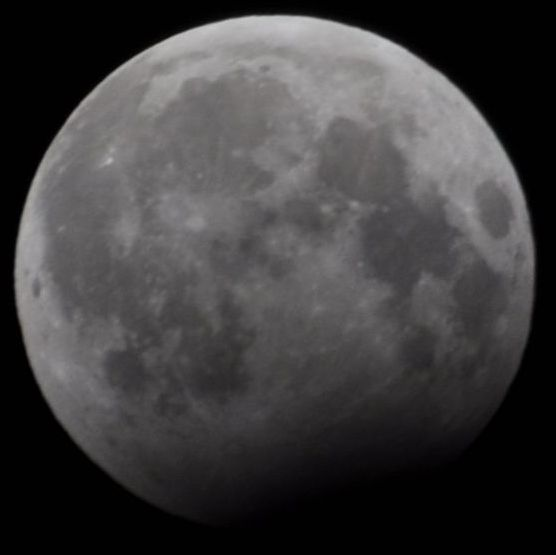
La luna blu del 31 dicembre 2009 con eclissi di luna parziale

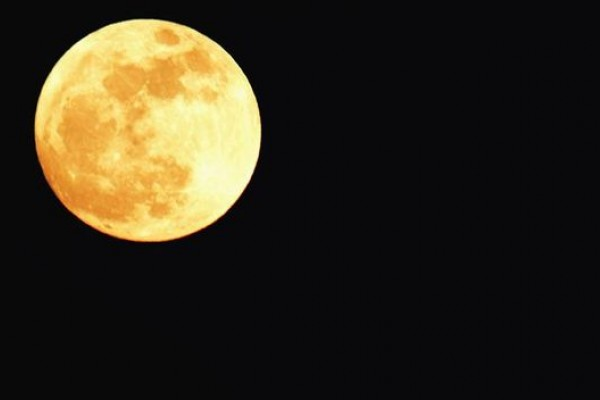
Luna blu del 31 agosto 2012 a Guayaquil, in Ecuador

Luna blu (in inglese Blue moon) è un neologismo in italiano con cui si indica la seconda luna piena del mese, quindi quella circostanza per cui nel corso di un singolo mese cadono due lune piene anziché una sola.

## Descrizione
L'evento avviene in media ogni 2.7 anni (intervallo minimo 2 anni e 6 mesi, intervallo massimo 2 anni e 11 mesi) e unicamente nei giorni 30 o 31 del mese. Come rara eccezione (anni 1999, 2018 e 2037) una luna blu può avvenire in gennaio e nel successivo marzo (intervallo 2 mesi) se in febbraio non c'è alcuna luna piena.
In lingua inglese l'espressione the Moon is blue indicava qualcosa di impossibile; a partire dall'inizio del '900 veniva chiamata luna blu la terza luna piena in una stagione astronomica che ne contenesse quattro. Una stagione ne ha normalmente solo tre: il carattere di eccezionalità (in media una volta ogni 30 mesi) conferiva a quest'evento caratteristiche di punto di riferimento per i propri traguardi, per vedere se i propri scopi fossero raggiunti e per meditare sulle mancanze. A seguito di un'errata interpretazione di questo uso da parte della rivista Sky & Telescope nel 1946, l'espressione ha assunto il significato ora più usuale di seconda luna in un mese.
L'origine del termine popolare luna blu è controversa, perché il suo significato è cambiato nel tempo.
In ogni modo il termine non ha nulla a che fare col colore effettivo della luna: infatti solo in rarissime condizioni atmosferiche (presenza di diffuso pulviscolo con particelle di dimensione uniforme di circa 1 micron, p. es. di origine vulcanica) la luna, indipendentemente dalla sua fase, potrebbe risultare di un colore leggermente bluastro o verdastro.